# Ajijas Football Association Professionnelle
Ajijas Cotonou é um futebol Clube de Benim, jogando na cidade de Cotonu. Eles jogam na Segunda Divisão Beninesa, o Benin Segunda Divisão.
Em 1981, a equipe venceu a Premier League de Benin.

## Títulos
Ligue 1: 1981

## Retrospecto em competições continentais
| Temporada | Competição               | Fase       | Oponente      | Resultados |
| --------- | ------------------------ | ---------- | ------------- | ---------- |
| 1982      | Liga dos Campeões da CAF | Preliminar | ASC Police    | 0–2, 1–1   |
| 1982      | Liga dos Campeões da CAF | 1ª fase    | Stella Adjamé | 1–3, 1–3   |